# زانا يوركينا
زانا ديمترييفنا يوركينا (بالإنجليزية: Zhanna Dmitriyevna Yorkina) (بالروسية: Жанна Дмитриевна Ёркина) (من مواليد 6 مايو 1939- تُوفيت في 25 مايو 2015) وهي رائدة فضاء روسية.
سمحت الحكومة السوفيتية في كانون الأول / ديسمبر 1961 باختيار مجموعة من المتدربات من رواد الفضاء الإناث، وكان الهدف من ذلك هو ضمان أن تكون المرأة الأولى في الفضاء مواطنة سوفيتية. في فبراير 1962 ، تم اختيار يوركينا كعضوة في مجموعة من خمس رائدات فضاء من الإناث لتدريبهم على رحلة فضائية منفردة في برنامج فوستوك. وفي عام 1963 ، تزوجت من سيرجي كوروليوف وأنجبت طفلين، فاليري ف. وسفيتلانا.
تم منح زانا يوركينا شرف أول امرأة تسافر إلى الفضاء مع فالنتينا تيريشكوفا. بدأت الرحلة في مدار حول الأرض في يونيو 1963 على متن السفينة فوستوك 6. وكانت إيريشينا سولوفيوفا هي رائدة الفضاء الاحتياطية، بينما كانت فالنتينا بونوماريوفا تلعب دور «الدعم الثاني». تم إخراج يوركينا من لأن أداؤها كان ضعيفًا في جهاز المحاكاة.
كانت يوركينا واحدة من رواد الفضاء الإناث الخمس على وجه التحديد مولعة بالشوكولاتة والكعك. وأُدرجت في خطط لبرنامج فوسخود ولكن كعضوة ثانوية من طاقم النسخ الاحتياطي.
بعد إلغاء برنامج برنامج فوسخود، عملت يوركينا في مركز غاغارين لتدريب رواد الفضاء، وكانت واحدة من رواد الفضاء المشاركين في تطوير الطائرة الفضائية Spiral.
تقاعدت من برنامج الفضاء في 1 أكتوبر 1969 ، ومن واجب عسكري نشط في عام 1989.

## وصلات خارجية
- Жанна Дмитриевна Ёркина (Сегрейчик). CV in Russian